# Uschi Janowsky
Uschi Janowsky (geboren 2. November 1948 in Köln) ist eine Tänzerin und Tanztherapeutin in der Schweiz.

## Lebens- und Berufsweg
Uschi Janowsky wuchs als uneheliche Tochter einer deutschen Mutter und eines amerikanischen GI in einem Arbeiterviertel auf. Bereits früh interessierte sie sich für Tanz, die Mutter ermöglichte ihr den Tanzunterricht gegen Widerstände der Schule. Neben dem Besuch der Hauptschule absolvierte Uschi Jankowsky eine siebenjährige allgemeine Tanzausbildung in der Ballettschule A. Szendrö in Köln, die sie 1965 erfolgreich abschloss. Mit 17 Jahren erhielt sie ihr erstes Engagement als Gruppentänzerin am Städtebundtheater Biel-Solothurn, dem heutigen Theater Biel Solothurn.
Nach einem kurzen Engagement an der Württembergischen Landesbühne Esslingen lebte sie ab 1968 mit ihrem Schweizer Ehemann und der gemeinsamen Tochter in Chur. Nach der Trennung kehrte Uschi Janowsky mit ihrer Tochter nach Biel zurück. Beruflich und privat erlebte sie herausfordernde Zeiten. Tagsüber arbeitete sie als Serviererin und nachts als Bühnentänzerin.
Als Tänzerin beschäftigte sich Uschi Janowsky immer mehr mit Afro-Jazz. 1978 eröffnete sie als eine der Pionierinnen in der Schweiz ein Afro-Jazz-Tanzstudio in Biel. Uschi Janowsky ruhte sich nicht auf dem Erfolg aus, sondern absolvierte eine weitere Ausbildung zur Tanztherapeutin. Parallel arbeitet sie im Trip-Trap-Cabaret, einer künstlerisch-politischen Gruppe. Als Tänzerin entwickelte sie ab 1985 diverse Soloprogramme, mit denen sie auf internationale Tanzfestivals eingeladen wurde oder auch in Kirchen der Schweiz auftrat. Außerdem arbeitet sie als Gastdozentin an der Sportschule Magglingen.
Zu einem der überraschenden Erfolge gehörte, dass ihr im Alter von 43 Jahren vom Kanton Bern ein halbjähriges Auslandsstipendium zugesprochen wurde, was üblicherweise eher jüngere Tänzerinnen oder Tänzer erhalten. Sie nutzte die Gelegenheit, in New York City ihren Wurzeln nachzuspüren, lebte in Harlem und studierte die Tanzkultur. Die Reise hatte sie gleichermassen angeregt, sich nach ihrer Rückkehr in Biel im sozialen Bereich zu engagieren. 1992 startete sie ihre Mitarbeit bei Fallschirm, einem Projekt für kalten Drogenentzug Süchtiger. Parallel dazu absolvierte sie in Basel eine weitere Ausbildung in Tanztherapie und 1998 beim Schweizerischen Roten Kreuz eine zur Pflegehelferin SRK.
Seit 2000 arbeitet sie für das Bewegungscenter MOVE in Biel und bringt hier ihre tanztherapeutischen und tänzerischen Erfahrungen ein. Ihre Tanzgruppe Uschi Janowsky zeigt bis heute Tanzperformances.

## Tanzprogramme (Auswahl)

### Soloprogramme
- 1985: Reflektionen, Internationales Tanzfestival Luzern
- 1988: Changes
- 1990: Fortschritte, mit Brigitte Schär und Judith von Tessin
- 1998: Baba oder über das Ende

### Gemeinschaftsprogramme und Gastspiele
- 1978: Traum. Schattentanz als Poesie.[2]
- 1996: Tournee in Russland mit der Handpantomimen-Gruppe Helena Korinkova[1]

## Auszeichnungen
- 1980: Kulturpreis der Stadt Biel (10.000 Franken)[3]
- 1991: Auslandsstipendium des Kanton Bern

## Filme
- Veronika Minder: My Generation. Mit Uschi Janowsky u. a. 2011, Schweiz[4][5]